# Grand Prix Paříže 1950
IV Grand Prix de Paris byl čtvrtý závod formule 1 v sezóně 1950, pořádaný na trati Montlhery. Závod se konal za účasti převážně domácích pilotů a týmů. Největší hvězdou startovního pole byl Raymond Sommer, který kočíroval soukromý vůz Talbot. Největší zastoupení ve startovním poly měli soukromí jezdci, tovární tým HW Motors připravil vůz HWM 51 pro George Abecassise a Stirlinga Mosse. Dalším zkušeným pilotem byl Louis Rosier nebo Pierre Levegh. V závodě nakonec zvítězil Georges Grignard, který v předešlém ročníku Grand Prix Paříže vybojoval druhou příčku.

## Výsledky
- 30. duben 1950
- Okruh Montlhéry
- 50 kol x 9,931 km / 496,57 km

| Legenda k tabulce | Legenda k tabulce                                                                       |
| Barva             | Výsledek                                                                                |
| ----------------- | --------------------------------------------------------------------------------------- |
| Zlatá             | Vítěz                                                                                   |
| Stříbrná          | 2. místo                                                                                |
| Bronzová          | 3. místo                                                                                |
| Zelená            | Bodované umístění                                                                       |
| Modrá             | Nebodované umístění                                                                     |
| Modrá             | Dokončil neklasifikován (NC)                                                            |
| Fialová           | Odstoupil (Ret)                                                                         |
| Červená           | Nekvalifikoval se (DNQ)                                                                 |
| Červená           | Nepředkvalifikoval se (DNPQ)                                                            |
| Černá             | Diskvalifikován (DSQ)                                                                   |
| Bílá              | Nestartoval (DNS)                                                                       |
| Bílá              | Závod zrušen (C)                                                                        |
| Světle modrá      | Pouze trénoval (PO)                                                                     |
| Světle modrá      | Páteční testovací jezdec (TD)                                                           |
| Bez barvy         | Netrénoval (DNP)                                                                        |
| Bez barvy         | Vyřazen (EX)                                                                            |
| Bez barvy         | Nepřijel (DNA)                                                                          |
| Bez barvy         | Odvolal účast (WD)                                                                      |
| Bez barvy         | Nezúčastnil se (prázdné)                                                                |
| Označení          | Význam                                                                                  |
| Tučnost           | Pole position                                                                           |
| Kurzíva           | Nejrychlejší kolo                                                                       |
| †                 | Jezdec nedojel do cíle, ale byl klasifikován, protože odjel více než 90 % délky závodu. |
| ‡                 | Byl udělován poloviční počet bodů, protože bylo odjeto méně než 75 % délky závodu.      |
| Horní index       | Umístění bodujících jezdců ve sprintu                                                   |

| Pozice | Č  | Jezdec                | Vůz          | Kolo | Čas            | Nej. kolo |
| ------ | -- | --------------------- | ------------ | ---- | -------------- | --------- |
| 1      | 8  | Georges Grignard      | Talbot T26C  | 50   | 2h05'38"8      |           |
| 2      | 15 | Louis Gerard          | Delage 3000  | 46   | à 4 kola       |           |
| 3      | 12 | Marc Versini          | Delage 3000  | 45   | à 5 kol        |           |
| Pozice | Č  | Odstoupili            | Vůz          | Kolo | Příčina        | Nej. kolo |
| Ret    | 6  | Raymond Sommer        | Talbot T26C  | 33   | Motor          | 2'20.3    |
| Ret    | 17 | Stirling Moss         | HWM 50       | 33   | Elektronika    |           |
| Ret    | 5  | Pierre Levegh         | Talbot T26C  | 28   | Motor          |           |
| Ret    | 11 | Jean Judet            | Maserati 4CL | 26   | Palivová nádrž |           |
| Ret    | 4  | Louis Rosier          | Talbot T26C  | 21   | Motor          |           |
| Ret    | 16 | George Abecassis      | HWM 50       | 11   | Motor          |           |
| Ret    | 14 | Auguste Veuillet      | Delage 3000  | 2    | Osa            |           |
| Ret    | 9  | Guy Mairesse          | Talbot T26C  | 2    | Osa            |           |
| Pozice | Č  | Odstoupili            | Vůz          | Kolo | Příčina        | Nej. kolo |
| DNS    | 1  | Henri Louveau         | Maserati 4CL |      |                |           |
| DNS    | 2  | Yves Giraud-Cabantous | Talbot T26C  |      |                |           |
| DNS    | 3  | Philippe Étancelin    | Talbot T26C  |      |                |           |
| DNS    | 7  | Johnny Claes          | Talbot T26C  |      |                |           |
| DNS    | 3  | Jean Estager          | Talbot T26C  |      |                |           |

### Nejrychlejší kolo
- Raymond Sommer 2:20.3 Talbot

## Startovní listina
| Č. | Tým           | Pilot                 | Šasi             | Motor        |
| -- | ------------- | --------------------- | ---------------- | ------------ |
| 1  | Privátní      | Henri Louveau         | Maserati 4CL     | Maserati L 4 |
| 2  | Privátní      | Yves Giraud-Cabantous | Talbot-Lago T26C | Talbot L 6   |
| 3  | Privátní      | Philippe Étancelin    | Talbot-Lago T26C | Talbot L 6   |
| 4  | Ecurie Rosier | Louis Rosier          | Talbot-Lago T26C | Talbot L 6   |
| 5  | P. Bouillin   | Pierre Levegh         | Talbot-Lago T26C | Talbot L 6   |
| 6  | Privátní      | Raymond Sommer        | Talbot-Lago T26C | Talbot L 6   |
| 7  | Ecurie Belge  | Johnny Claes          | Talbot-Lago T26C | Talbot L 6   |
| 8  | Privátní      | Georges Grignard      | Talbot-Lago T26C | Talbot L 6   |
| 9  | Ecurie France | Guy Mairesse          | Talbot-Lago T26C | Talbot L 6   |
| 10 | Privátní      | Jean Estager          | Talbot-Lago T26C | Talbot L 6   |
| 11 | Privátní      | Jean Judet            | Maserati 4CL     | Maserati L 4 |
| 12 | Privátní      | Marc Versini          | Delage 3000      | Delage L 6   |
| 14 | Privátní      | Auguste Veuillet      | Delage 3000      | Delage L 6   |
| 15 | Privátní      | Louis Gérard          | Delage 3000      | Delage L 6   |
| 16 | HW Motors     | George Abecassis      | HWM 51           | Alta L 4     |
| 17 | HW Motors     | Stirling Moss         | HWM 51           | Alta L 4     |

### Zajímavosti
| Pole position | Vítězství        | Nej. kolo      |
| -             |                  |                |
| -             | Georges Grignard | Raymond Sommer |
| -             | Talbot T26C      | Talbot T26C    |
| -             | 2:05'38.8        | 2'20.3         |
| -             | 158.31 km/h      | 161,24 km/h    |
| ------------- | ---------------- | -------------- |